# Ourse de Sost
Pour les articles homonymes, voir Ourse.
L'Ourse de Sost est une courte rivière française des Pyrénées, qui conflue avec l'Ourse de Ferrère pour former l'Ourse.

## Géographie
L'Ourse de Sost est une rivière du département des Hautes-Pyrénées.
Selon le Sandre, sa branche-mère est le ruisseau de Pradaus qui prend sa source à plus de 1 700 mètres d'altitude, entre le col de Pradaus et le Cap de Pouy Pradaus, sur la commune de Sost, au nord-ouest du Luchonnais. Après un parcours de moins de deux kilomètres, il prend le nom de ruisseau de la Pale. Après avoir reçu l'apport des eaux de la Coume de la Lit de Conte en rive gauche, il prend enfin le nom d'Ourse de Sost. Celle-ci passe à l'est des villages de Sost et d'Esbareich avant de confluer avec l'Ourse de Ferrère dans le village de Mauléon-Barousse. Le cours d'eau résultant de cette jonction porte alors le nom d'Ourse.
L'ensemble « Ruisseau de Pradaus-Ruisseau de la Pale-Ourse de Sost » est long de 12,4 km, pour un bassin versant qui s'étend sur 47 km2.

### Communes et département traversés
L'Ourse de Sost arrose trois communes des Hautes-Pyrénées, soit d'amont vers l'aval : Sost, Esbareich et Mauléon-Barousse.

## Affluents
L'Ourse de Sost possède treize affluents répertoriés par le Sandre, dont le plus long, avec quatre kilomètres, se nomme le Rieu Grand, en rive droite.

## Galerie d'images

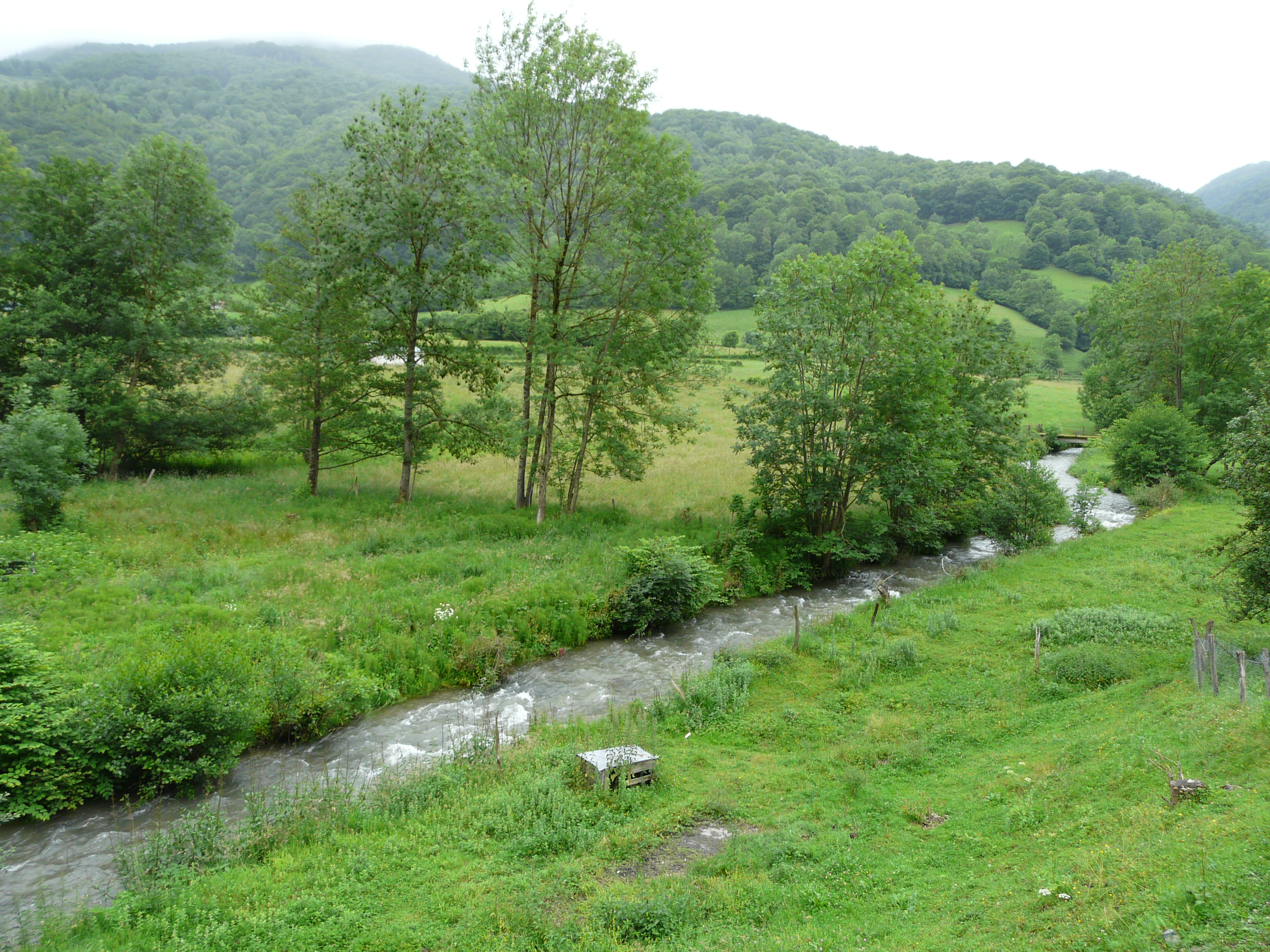
Au nord-nord-est du village de Sost.
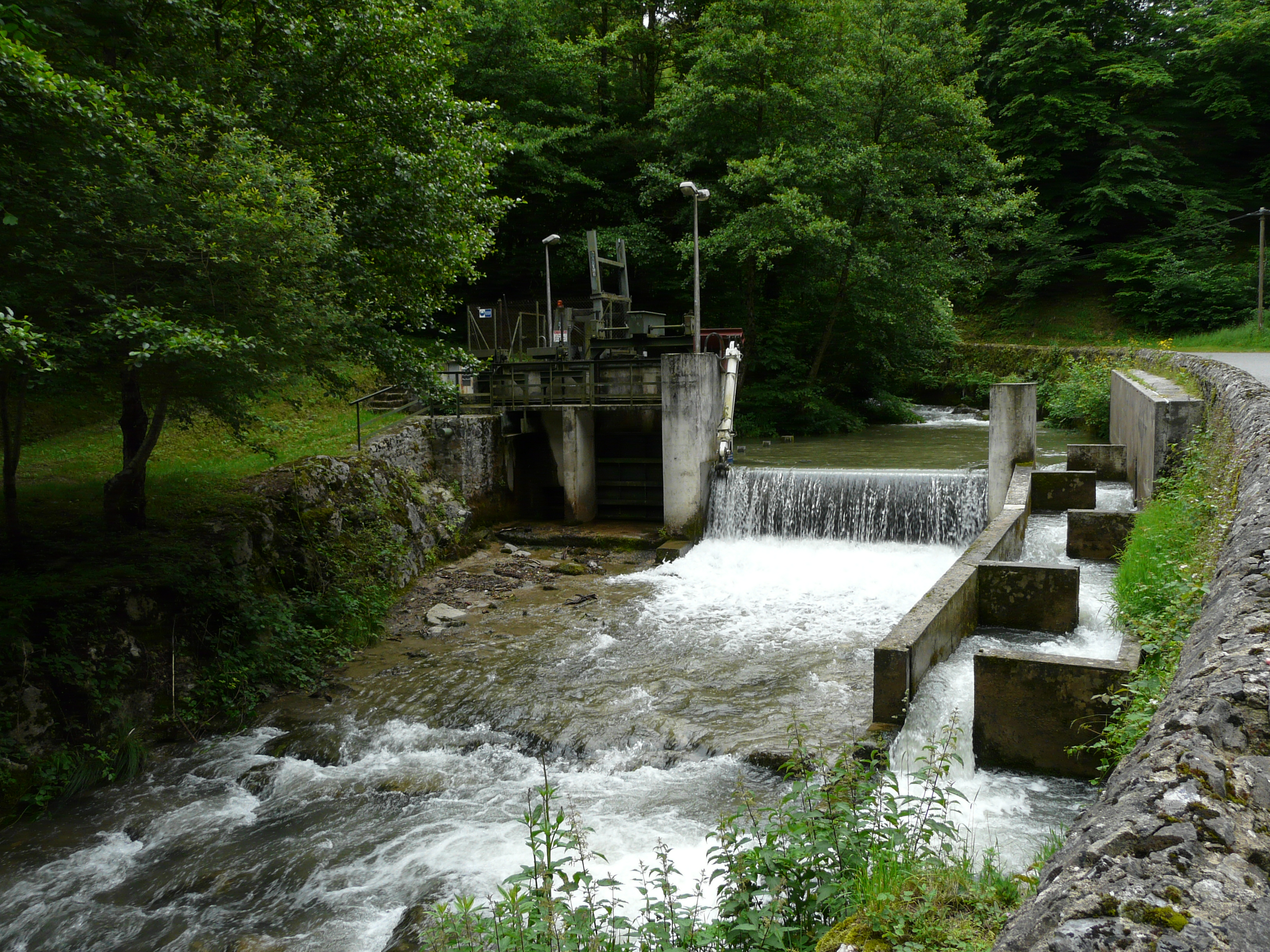
Barrage et échelle à poissons à Esbareich.
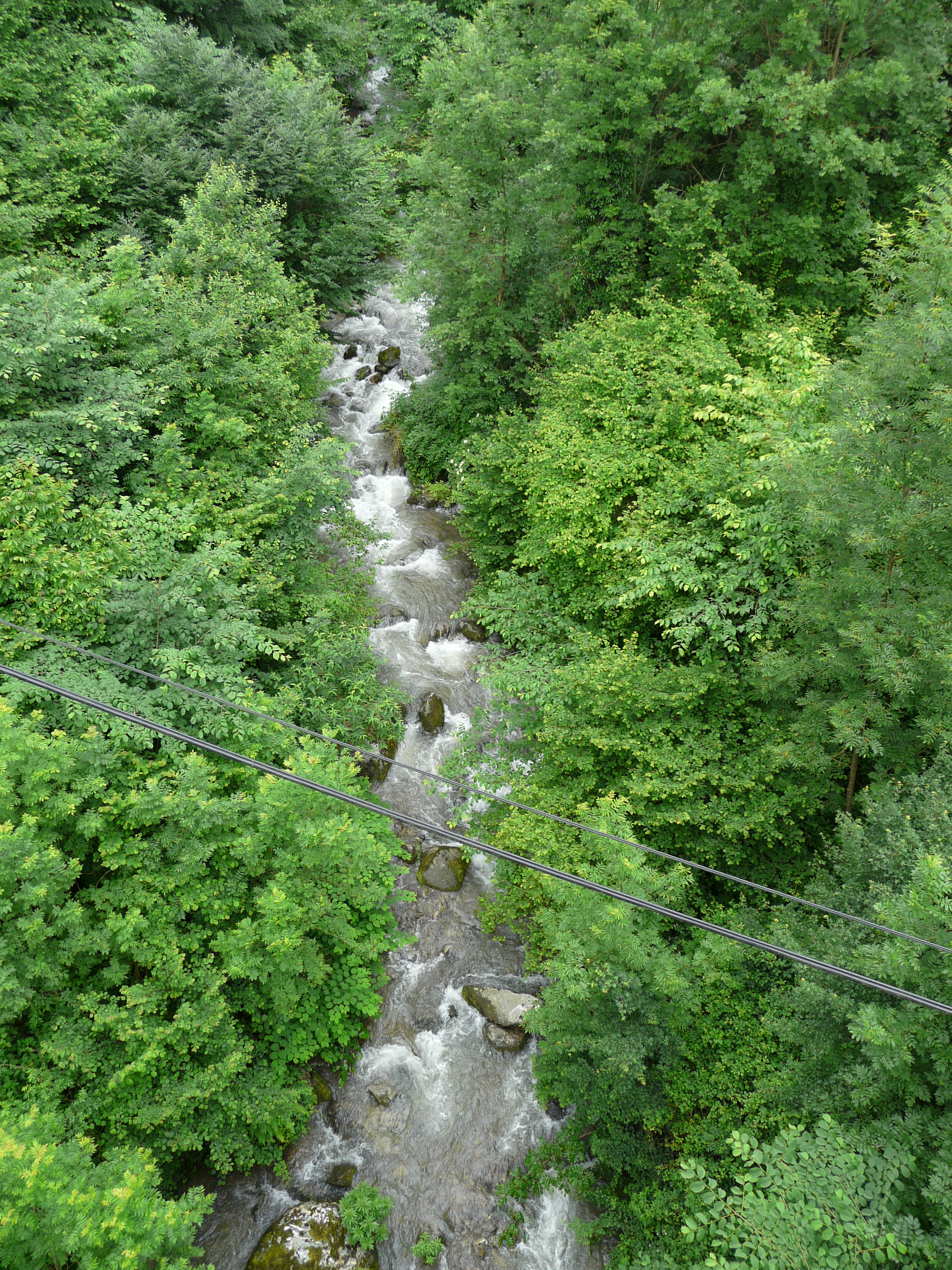
Au pont d'Esbareich.